# Catàstrofe maltusiana
La catàstrofe malthusiana és un esdeveniment previst per la teoria demogràfica de Thomas Malthus. En aquesta teoria es preveia un augment en progressió geomètrica o exponencial en la població juntament amb un augment en progressió aritmètica en la producció agrícola d'aliments que causaria una situació de pauperització i economia de subsistència que podria desembocar en una extinció de l'espècie humana i que Malthus va pronosticar per a l'any 1880. Encara que la previsió va fallar, el malthusianisme segueix vigent, el terme catàstrofe malthusiana se segueix utilitzant per descriure situacions crítiques que poden fer inviable o molt dificultosa la supervivència de la població humana si persisteix el seu creixement.